# Quincey Morris
Quincey Morris este un personaj fictiv din romanul gotic de groază Dracula (1897) scris de Bram Stoker. A apărut ulterior în alte cărți, piese de teatru, filme, producții TV.

## În roman
Quincey Morris este un tânăr american bogat din Texas și unul dintre cei trei bărbați care o cere de soție pe Lucy Westenra. Quincey este prieten cu ceilalți doi admiratori ai fetei, Arthur Holmwood și Dr. John Seward, chiar și după ce Lucy a ales pe unul dintre ei.  Morris  este prieten bun și cu Jonathan Harker. El poartă asupra sa un cuțit Bowie în orice moment. Quincey este ultima persoană care donează sânge lui Lucy înainte de moartea acesteia. În afară de Dracula, Quincey este singurul personaj important care nu ține niciun fel de jurnal.